# Operación Cantón
La Operación Cantón (en chino:廣州戰役; pinyin: Guǎngzhōu Zhànyì) fue parte de una campaña del Imperio del Japón durante la segunda guerra sino-japonesa para bloquear a China y evitar que se comunicara con el mundo exterior e importara las armas y materiales necesarios. El control de Guangzhou (Cantón) y el delta del río Pearl proporcionaría una base para hacer que el bloqueo de la provincia de Guangdong sea más efectivo al apoderarse del principal puerto del sur de China y aislar el puerto del Hong Kong británico.

## Antecedentes
A finales de 1937, el sur de China era crucial para la República de China como medio para mantener el contacto con el mundo exterior. Guangzhou y Hong Kong sirvieron como centros vitales de transporte y ayuda internacional para Chiang Kai-Shek. Aproximadamente el 80% de los suministros del extranjero a las fuerzas chinas en el interior pasaban por Guangzhou. El Cuartel General Imperial creía que un bloqueo de la provincia de Guangdong privaría a China de material de guerra esencial y la capacidad de prolongar la guerra.
En 1936 se completó el ferrocarril Hankou-Cantón (Hankou-Guangzhou). Con el ferrocarril Kowloon-Cantón (Hong Kong-Guangzhou), esto formó un enlace ferroviario rápido desde el sur de China hasta el centro y el norte de China. Durante los primeros dieciséis meses de la guerra, unas 60.000 toneladas de mercancías transitaron por mes a través del puerto de Hong Kong. El gobierno central también informó de la importación de 4.100 toneladas de gasolina a través de Hong Kong en 1938. Más de 700.000 toneladas de mercancías llegarían finalmente a Hankou utilizando el nuevo ferrocarril.
En comparación, la Unión Soviética estaba más dispuesta a brindar apoyo militar directo para prolongar la guerra. Además del Pacto de no agresión sino-soviético firmado en agosto de 1937, se negoció un acuerdo de trueque para intercambiar municiones por materiales estratégicos como tungsteno y antimonio. A partir de 1937, el material de guerra soviético se transportó a través de Xinjiang (Sinkiang) a Lanzhou (Lanchow) utilizando 20.000 camellos. Las materias primas chinas viajarían de regreso de la misma manera o vía Hong Kong a Vladivostok. En 1940, 50.000 camellos y cientos de camiones transportaban entre 2.000 y 3.000 toneladas mensuales de material de guerra soviético a China.
La planificación de las operaciones por parte de los japoneses comenzó a principios de noviembre de 1937. Los objetivos del bloqueo podrían lograrse tomando una parte de la bahía de Daya y realizando operaciones aéreas desde allí. En diciembre de 1937, el 5.° Ejército con la 11.ª División, la Brigada Mixta de Formosa y la 4.° Brigada Aérea fueron activados en Formosa al mando del Tte. Gral. Motoo Furusho para cumplir con este objetivo. Debido a la proximidad de la bahía de Daya a Hong Kong, el gobierno japonés temía que pudieran surgir problemas entre Reino Unido y Japón. Posteriormente se suspendió la operación y se desmovilizó el 5.º Ejército. En junio de 1938, la batalla de Wuhan hizo que el Cuartel General Imperial se diera cuenta de que no podía localizar la lucha. El Cuartel General Imperial revirtió la política y comenzó los preparativos para capturar Guangzhou y acelerar el fin de la guerra.

## Preludio

### Ataques preventivos
Mientras que la Guerra de resistencia a gran escala se desató con la batalla de Shanghái y la batalla de Nankín, las demandas urgentes de apoyo aéreo en la batalla de Taiyuan en el frente norte y Cantón en el frente sur, obligaron a la Fuerza Aérea Nacionalista de China a dividir el 28.º Escuadrón del 5.º Grupo, con base en la base aérea de Jurong en el sector de defensa de Nankín, en dos escuadrones más pequeños, enviándolos con el teniente Arthur Chin al frente de la mitad del escuadrón hacia Cantón, y el capitán Chan Kee-Wong al frente de la otra mitad hacia Taiyuan. El 27 de septiembre de 1937, el comandante del 28.° Escuadrón, el teniente Arthur Chin, dirigió cuatro Hawk II fuera de la base aérea de Shaoguan, mientras que el comandante del 29.° Escuadrón, el teniente Chen Shun-Nan, dirigió tres Hawk III fuera de la base aérea de Tianhe en una intercepción de bombarderos japoneses G3M enviados para atacar la infraestructura ferroviaria de la vía Cantón-Hankou; dos Hawks atacaron a los bombarderos japoneses sobre Cantón, reclamando al menos dos muertes, con un G3M perdiendo combustible y que amerizó frente a la costa de Shantou, y la tripulación fue rescatada por un carguero británico, con uno de los artilleros muriendo al de poco por causa de su heridas. En octubre de 1937, el gobierno chino ordenó a 36 cazas Gloster Gladiator Mk.I cuyo rendimiento y potencia de fuego superaba con creces la de los Hawk II y III; la mayoría de estos se convirtieron en aviones de combate de primera línea de la Fuerza Aérea China en el sector de defensa de Cantón cuando la guerra se desató en 1938.
El 23 de febrero de 1938, el capitán John Huang Xinrui (al igual que Arthur Chin, un piloto voluntario sino-estadounidense de la Fuerza Aérea China) comandó el renovado 29.º Escuadrón ahora equipado con los nuevos cazas Gloster Gladiator, dirigió nueve de los Gladiators de su escuadrón desde la base aérea de Nanxiong a su primer combate aéreo sobre Cantón, junto con tres Gladiators del 28.º Escuadrón. Interceptaron trece hidroaviones Nakajima E8N traídos de portahidroaviones de las clases Notoro Maru y Kinugasa Maru, pero desafortunadamente los esfuerzos de los pilotos chinos se vieron gravemente frustrados, ya que la mayoría de las ametralladoras de los Gladiators se atascaron. A pesar de la potencia de fuego muy reducida de los Gladiators, cinco de los E8N todavía estaban lo suficientemente tocados como para contar como muertes confirmadas por el Capitán Huang y los otros pilotos. Arthur Chin reveló más tarde que la causa del bloqueo de las ametralladoras del Gladiator fue el resultado de las cintas de munición de fabricación belga defectuosas. Esto tuvo consecuencias, ya que los pilotos de los Gladiator, el teniente Xie Chuanhe (Hsieh Chuan-ho) y su compañero de ala, el teniente Yang Rutong, siguieron y apuntaron a los E8N, solo para verse bloqueados con las armas inoperables de su Gladiator, con el teniente Yang muerto en una ráfaga de fuego de ametralladora del E8N que contraatacaba; El teniente Chen Qiwei (Chen Chi-wei) murió en circunstancias similares.

### Ejército de la 4.ª Región militar
El Ejército de la 4.ª Región militar bajo el mando de He Yingqin en 1938 fue asignado a la defensa del sur de China. El general Yu Hanmou estaba al mando del 12.º Grupo de Ejércitos que defendía la provincia de Guangdong. Se desplegaron ocho divisiones y dos brigadas de tropas del ejército regular en las cercanías de Guangzhou. Otras cinco divisiones de tropas regulares del ejército fueron desplegadas en la provincia de Fujian. El Ejército de la 4.ª Región militar totalizó alrededor de 110.000 soldados del ejército regular. La mayoría de las unidades del ejército regular en la provincia de Guangxi y cuatro divisiones de Guangdong habían sido transferidas al norte para participar en la Batalla de Wuhan.
Además de las tropas del ejército regular, se desplegaron dos divisiones de milicias en las cercanías de Guangzhou y la milicia de Guanxi constaba de cinco divisiones en la provincia. Las divisiones de la milicia generalmente se reclutaban entre la población civil local y se disolvían a medida que el ejército avanzaba por nuevas áreas. Estas divisiones se emplearon generalmente para seguridad, transporte de suministros y reconocimiento.
La fuerza principal de las fuerzas chinas en Guangdong se concentró en Guangzhou y al este inmediato de la ciudad. Otros elementos defendieron Chaozhou y el oeste de Guangdong. Las instalaciones defensivas chinas incluían la fortaleza de Humen con vista a la desembocadura del río Pearl y tres líneas defensivas cerca de la bahía de Daya. Tres baterías de cuatro cañones de tres pulgadas, una batería de tres cañones de 120 mm y cañones soviéticos de 37 mm estaban estacionadas en Guangzhou para la defensa antiaérea.

### Bloqueo japonés
Antes de la Operación Cantón, la Armada Imperial Japonesa llevó a cabo una campaña de interdicción aérea y naval contra las líneas de comunicación chinas con las regiones vecinas. Japón creía que el bloqueo aceleraría el final de la guerra. La interrupción de la red logística china fue el principal objetivo japonés en la provincia de Guangdong desde agosto de 1937 hasta octubre de 1938.
La 10.ª División de la 5.ª Flota bloqueó y patrulló la costa desde Haimenchen, en Zhejiang, hasta Shantou y el 5.º Escuadrón de Destructores patrulló la costa al sur de Shantou. Ocasionalmente, se desplegaron unidades japonesas de las Marianas en apoyo de las operaciones de bloqueo costero en el sur de China. Estos generalmente consistían en cruceros acompañados por una flotilla de destructores. Uno o dos portaaviones y auxiliares de flota también estarían por la zona. Los objetivos navales se centraron en detener los barcos que transportaban suministros militares desde Hong Kong a la costa de China. El primer ataque registrado ocurrió en septiembre de 1937 cuando un submarino japonés hundió once juncos. Aunque los japoneses pudieron bloquear la navegación y los puertos chinos, los barcos extranjeros aún podían entrar y salir de Hong Kong. El gobierno central había establecido Hong Kong como almacén para el paso de municiones y suministros.
Las Interdicciones aéreas dirigieron bombarderos contra puentes ferroviarios y trenes chinos en Guangdong. A partir de octubre de 1937, los japoneses lanzaron ataques aéreos contra el ferrocarril de Sunning. Los ataques tuvieron como objetivo instalaciones gubernamentales y puentes en Jiangmen (Kongmoon) y pueblos a lo largo de la vía férrea. En 1938, los ataques aéreos contra la vía férrea Kowloon-Cantón se convirtieron en algo común y periódicamente se encontraban trenes dañados a lo largo de la vía férrea. Se estableció un sistema de alerta temprana de defensa aérea para desviar los trenes durante los ataques aéreos en áreas boscosas que proporcionaban una mejor cobertura. En mayo de 1938, el Ministerio Colonial y el Ministerio de Relaciones Exteriores aprobaron una solicitud china para construir y operar un patio de reparación de locomotoras dentro de los Nuevos Territorios para mantener el ferrocarril en funcionamiento. Los ataques aéreos realizados contra las instalaciones ferroviarias en Guangzhou fueron diseñados para interrumpir los suministros ferroviarios de Hong Kong para que Japón no tuviera que comprometerse con operaciones terrestres en el sur de China. Sin embargo, los ataques aéreos no lograron impedir gravemente las operaciones ferroviarias ni detener el movimiento de suministros a través de Hunan o Guangxi.
El bloqueo en el sur de China también incluyó ataques contra aviones que volaban desde Hong Kong. En noviembre de 1937, un avión de la Royal Navy del HMS Eagle se encontró con fuego antiaéreo naval japonés frente a la costa de Hong Kong. En diciembre de 1937, quince bombarderos japoneses sobrevolaron la isla de Lantau y los muelles de Taikoo. En agosto de 1938, aviones navales japoneses derribaron un avión de pasajeros de la Corporación Nacional de Aviación China y otros dos aviones de pasajeros de la Corporación de Aviación de Eurasia fueron derribados el mes siguiente.
Además de los ataques aéreos contra objetivos militares, los japoneses llevaron a cabo bombardeos terroristas por motivos políticos en Guangzhou. El bombardeo de Guangzhou se intensificó a partir de mayo a junio de 1938 con el empleo de municiones incendiarias y ataques de ametralladoras de bajo nivel contra barcos. El Servicio Aéreo de la Armada Imperial Japonesa, que operaba desde bases en Formosa y el portaaviones Kaga, realizó alrededor de 400 ataques aéreos durante este período y continuó hasta julio. A fines del verano, solo 600.000 de los 1,3 millones de residentes originales permanecían en la ciudad de Guangzhou. Desde agosto de 1937 hasta octubre de 1938, las bajas en Guangzhou se estimaron en 6.000 muertos y 8.000 heridos.